# Emmanuel Mayuka
Emmanuel Mayuka (Kabwe, 1990. november 21. –) zambiai válogatott labdarúgó, jelenleg klub nélküli játékos.

## Pályafutása

### Klubcsapatban
Szülővárosában a Kabwe Warriors csapatában kezdte pályafutását. 2008-ban a MK Makkabi Tel-Aviv U19-es csapatának lett tagja, majd egy évre rá, 2009-ben bemutatkozhatott a felnőtt csapatban is.
2010-ben igazolt a svájci BSC Young Boys csapatához 1 millió €-ért. 
2012 nyarán a Southampton-höz írt alá, ahol 15 mérkőzésen szerepelt, de nem sikerült gyökeret vernie a csapatban, így kölcsönbe, egy szezon erejéig a francia Sochaux-hoz került.

### A válogatottban
61 mérkőzésen viselte hazája válogatott mezét és 12 gólt lőtt ezeken a meccseken. 2012-ben megnyerte Zambiával az Afrikai Nemzetek Kupáját, mely sorozat alatt háromszor talált be az ellenfelek hálójába.

## Sikerei, díjai
- Zambia
  - Afrikai nemzetek kupája: 2012